# Espace Killy

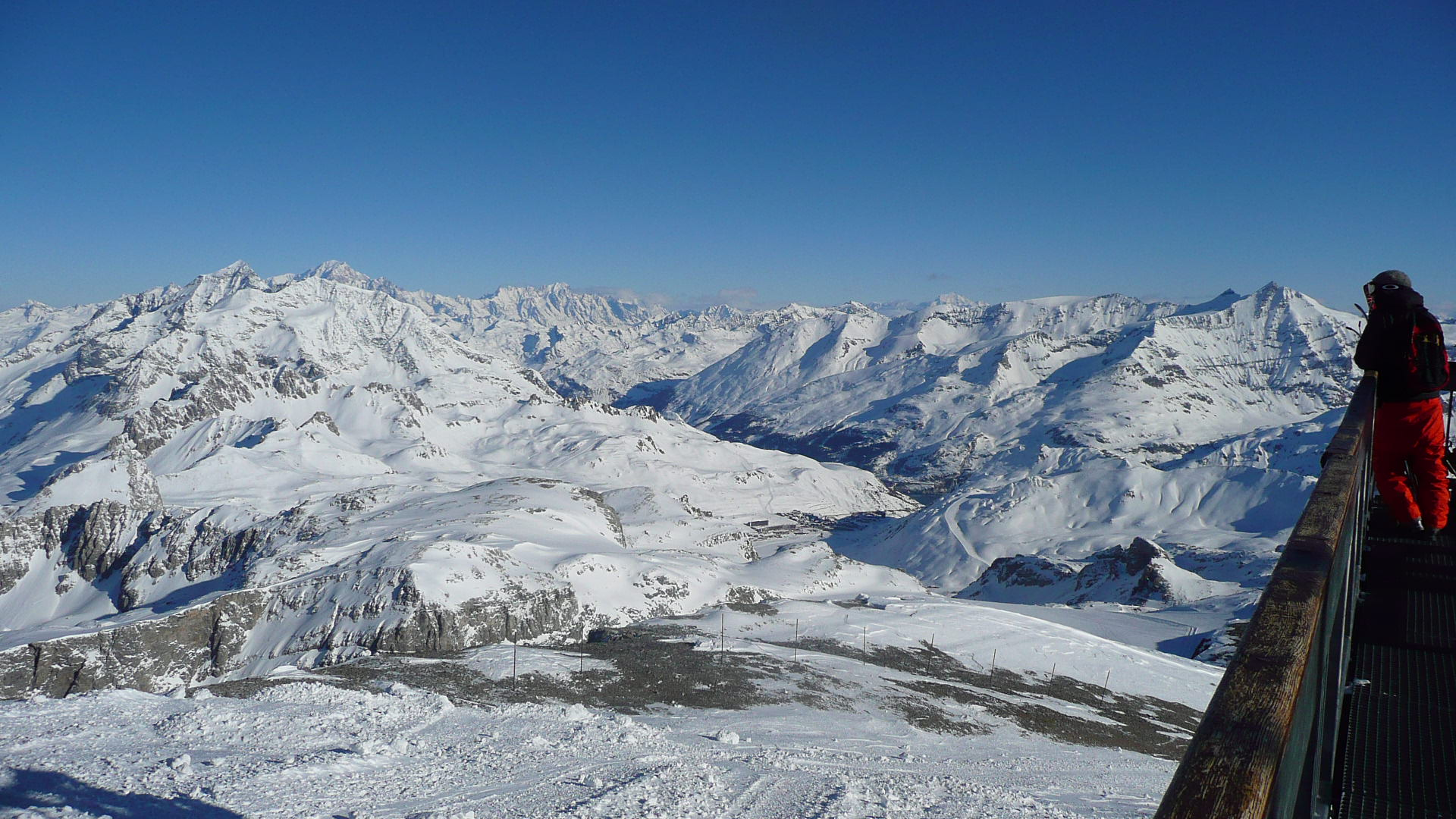
Espace Killy

Espace Killy je lyžařské středisko v savojském údolí Tarentaise,  ve Francouzských Alpách, pojmenováno po lyžařovi Jean-Claude Killym. Zahrnuje oblasti Val d'Isère a Tignes
 V Espace Killy je 300 km sjezdovek:
- 22 zelených, 61 modrých, 46 červených a 25 černých, plus 44 km běžeckých tras
- 2 snow parky
- 2 ledovce
- 90 lanovek a vleků

## Lyžařské oblasti v údolí Tarentaise
V údolí Tarentaise je obrovská konkurence světově nejlepších lyžařských středisek. Mezi nejznámější patří  např. Les Trois Vallées (Val Thorens, Meribel, Courchevel, atd.) a Paradiski (Les Arcs, La Plagne) .Týdenní permanentka Espace Killy dává možnost 1 dne lyžování v jiném středisku údolí Tarentaise.